# Faye Njie
Pour les articles homonymes, voir Njie.
Faye Njie, né le 23 novembre 1992 à Helsinki (Finlande), est un judoka gambien et finlandais.

## Carrière
Faye Njie représente la Finlande jusqu'en 2015 où il concourt sous les couleurs gambiennes. Il remporte la médaille d'argent dans la catégorie des moins de 73 kg aux Jeux africains de 2015 à Brazzaville, aux Championnats d'Afrique de judo 2017 à Antananarivo ainsi qu'aux Championnats d'Afrique de judo 2021 à Dakar. Il est médaillé de bronze dans la même catégorie aux Championnats d'Afrique de judo 2019 au Cap, aux Championnats d'Afrique de judo 2023 à Casablanca et aux Championnats d'Afrique de judo 2024 au Caire.
Il participe aux Judo aux Jeux olympiques d'été de 2016 à Rio de Janeiro et aux Judo aux Jeux olympiques d'été de 2020 à Tokyo, où il est à chaque fois éliminé au premier tour dans la catégorie des moins de 73 kg.
Il est médaillé d'argent dans la catégorie des moins de 73 kg aux Jeux du Commonwealth de 2022 à Birmingham.
Il est nommé porte-drapeau de la délégation de la Gambie aux Jeux olympiques d'été de 2024 à Paris avec l'athlète Gina Bass ; il est éliminé au premier tour dans la catégorie des moins de 73 kg par l'Espagnol Salvador Cases Roca (es).